# Gaston Paris
Pour les articles homonymes, voir Gaston Paris (architecte), Paris (homonymie) et Gaston_Paris_(photographe).
Gaston Paris, né le 9 août 1839 à Avenay et mort le 5 mars 1903 à Cannes, est un médiéviste et philologue romaniste français.
Il est notamment connu pour avoir théorisé la culture courtoise. 

## Biographie
Dès l'enfance son père, Paulin Paris, lui inculque le goût de la littérature française du Moyen Âge en lui lisant des histoires sur Roland, Bayard, Berthe aux grands pieds, Barbe-Bleue ou Cendrillon. Son enfance se passe entre la Bibliothèque nationale et le collège Rollin, où il commence ses études. Il se fait remarquer comme un lecteur passionné de poésie française et un traducteur habile des langues classiques. Un voyage à Moscou effectué avec sa famille à l'âge de dix-sept ans, constitue l'élément déclencheur de son intérêt marqué et durable pour la philologie et l'étude des langues.

### Études
Sur les conseils de son ami Ferdinand Wolf, bibliothécaire à Vienne, et qui était aussi philologue, Paulin Paris a envoyé son fils étudier la philologie classique en Allemagne, à l'université de Bonn, puis de Göttingen de 1856 à 1858,. À Bonn, il s'est adressé au professeur de langues romanes Friedrich Christian Diez, car celui-ci parlait français. Malgré son peu de dispositions naturelles et d'intérêt pour l'enseignement, Diez est considéré comme le père de la philologie romane. Ayant remarqué les dispositions de Paris, il l'invite à son cours particulier d'italien où il fait lire la Gerusalemme Liberata du Tasse.
Une fois terminées ses études à Bonn et préoccupé d'approfondir son allemand, il décide avec l'accord de son père de rester en Allemagne, cette fois à Göttingen, où enseignent alors Theodor Benfey, Theodor Müller (de) et Ernst Curtius, lequel venait justement de publier le tome I de son Histoire grecque (1857), et dont il suit un cours sur Thucydide et un autre cours sur la littérature allemande qui éveille son intérêt pour les légendes médiévales et la mythologie germanique, particulièrement l'épopée des Nibelungen.[réf. nécessaire]
Peu après son retour en France, en 1859, il entre à dix-neuf ans à l'École impériale des chartes, où il obtient le diplôme d'archiviste-paléographe avec une thèse présentée en 1862 sous le titre Étude sur le rôle de l'accent latin dans la langue française. Cette thèse, publiée peu après en un petit volume de moins de 150 pages, avec quelques modifications de fond et de forme, fait sensation parmi les philologues à sa parution. Ce travail qui marque le début de sa longue carrière de romaniste est demeuré un classique en son genre. Il obtient le doctorat ès lettres avec l'Histoire poétique de Charlemagne (1865), œuvre pionnière dans les études de l'épopée médiévale, où il met en pratique la méthodologie historique apprise en Allemagne, en même temps une thèse latine sur la Chronique du faux Turpin. Parallèlement, il poursuit des études de droit qui lui ont valu, en 1862, le grade de licencié avec une thèse Sur la tutelle.

### L'Histoire poétique de Charlemagne
Il devient, après une soutenance brillante, un médiéviste expert et inséparable de son père, avec son ami Paul Meyer, dans le domaine de la philologie des langues romanes en France. Contre l'académisme qui règne alors en France, il soutient que la littérature médiévale française mérite, selon lui, d'être étudiée avec le même sérieux et la même précision que les autres disciplines contemporaines. La théorie des cantilènes qu'il expose, dans ce travail universitaire qui a changé la trajectoire de l'étude de la littérature française médiévale et renouvelé le champ académique français, n'est en elle-même que celle de son maitre, Diez, comme il le déclare dès les premières pages, et il reconnait tout ce qu'il doit aux travaux de Littré, d'Egger, de Baudry, d'Henri Weil, de Louis Quicherat ou Louis Benløw. L'Histoire poétique de Charlemagne témoigne de recherches étendues. C'est une immense synthèse des récits en vers ou en prose suscités par le souvenir de Charlemagne dans toutes les littératures européennes. Grâce à sa connaissance du vieux français, du provençal, de l'allemand, du flamand, du scandinave, de l'anglais, de l'italien, de l'espagnol, il recueille ces éléments pour « disposer avec sureté les textes empruntés à ces idiomes. […] Jamais encore la vie de l'épopée, ses conditions intimes et ses modes de développement n'ont été conçus ni représentés avec cette précision et cette netteté. Ce que la science a entrevu déjà à propos des poèmes de la Grèce ancienne, à savoir qu'ils sont nés d'une idéalisation puissante qui, peu à peu, a assemblé, modifié, harmonisé certains éléments de réalité historique, de mythologie et de fiction pure, est par lui mis en lumière par des faits incontestables, grâce à une abondance de renseignements qui faisait défaut pour l'antiquité. Son travail permet de comprendre pour la première fois, non plus d'une manière vague et plus ou moins intuitive, mais avec une clarté parfaite, comment certains sujets, à certains moments, ont évolué, par une sorte de loi de la nature, dans l'imagination des peuples ». Paris est l'une des principales figures du débat ouvert dans le domaine de l'épopée médiévale, par la théorie prônant des origines populaires et collectives à l'épopée romane. Cette théorie, qui donne naissance à la tendance dite du traditionnisme, émane dans un certain sens, comme Paris lui-même, du romantisme.
Conscient de l'importance de la poésie du Moyen Âge dans l'intelligence du développement de la conscience nationale de son époque, Paris sait conjuguer l'attitude envers l'étude de la littérature ancienne héritée du romantisme de son père, marquée alors par une intolérance manifeste touchant au mépris pour la littérature médiévale, considérée, à la seule exception de la Chanson de Roland, comme indigne d'appartenir au canon de la littérature classique, avec l'ouverture de l'historiographie littéraire française à l'influence des études étrangères.
1866 voit la fondation, en collaboration avec son inséparable ami et collègue Paul Meyer et en collaboration avec Hermann Zotenberg et Charles Morel, de la Revue critique d'histoire et de littérature, suivie en 1872 de la revue Romania, également avec Meyer. La première revue veut doter la France d'une publication bibliographique fournissant des informations sur les recherches historiques et philologiques étrangères dans le but de faire connaitre certaines méthodes scientifiques allemandes ignorées en France. La deuxième, sur le modèle de la revue Germania, se concentre sur la littérature médiévale considérée comme un tout partagé entre les pays de langues romanes et traite uniquement de philologie.

### Enseignement
Après son doctorat, il supplée un court moment son propre père au Collège de France en 1866. En 1867 le ministre Victor Duruy institue les cours libres de la rue Gerson (prélude à l'École des hautes études ; la rue a disparu avec la démolition de l'ancienne Sorbonne) : Paris y donne un cours sur la grammaire historique de la langue française. En 1869, lors de la création de l'École pratique des hautes études par Victor Duruy, il y est nommé « répétiteur de philologie romane », charge partagée avec sa chaire au Collège de France et reçue à titre définitif après la retraite de Paulin Paris.
Professeur affable, intéressant, clair et d'accès facile, il suscite de nombreux disciples passionnés de romanistique, de toutes nationalités et parmi lesquels il faut citer Joseph Bédier. Également décrit comme homme d'esprit à la « bonhomie souvent piquante » et à la « malice mêlée de discrétion », il organise par ailleurs chez lui de petites réunions du soir fréquentées le dimanche par des élèves intéressés à dépasser les sujets des cours, et par quelques écrivains français connus, comme Sully Prudhomme, Albert Sorel, Ernest Renan, Hippolyte Taine et Dumas fils. Sa réputation en Scandinavie est considérable, mais il n'en connaît pas moins quelques frustrations, comme celle de ne pas réussir à susciter en France la création d'une académie de linguistique comparée et historique des langues romanes. Sans négliger son enseignement ni ses recherches personnelles, il n'en déploie pas moins une activité fertile et prodigieuse dans d'autres projets : la Société des Anciens Textes, la direction du Journal des Savants ou la Revue de Paris. Sa bibliographie, qui comprend des centaines de titres, fait de lui le premier spécialiste de philologie française médiévale. On lui doit également des essais, compilés dans Penseurs et Poètes (1896) où il relate la vie et l'œuvre d'érudits comme Ernest Renan ou James Darmesteter, d'artistes comme Alessandro Vida ou de poètes modernes personnellement connus de lui, comme Frédéric Mistral. Il crée en 1883 l'expression « amour courtois », en remplacement de l'expression médiévale occitane fin'amor, qui désigne de façon générale l'attitude à tenir en présence d'une femme de la bonne société. S'affirmant comme libéral en politique, il ne laisse jamais aucune considération politique ou nationale interférer dans ses travaux universitaires, invitant, par exemple, des romanistes allemands à participer à Romania après la guerre franco-prussienne de 1870.
Il effectue de nombreux voyages en Italie et est sur le tard père d'une petite fille à qui, dans sa vieillesse, il raconte l'histoire de Don Quichotte.[réf. nécessaire] Il obtient à deux reprises le grand prix Gobert de l'Académie des inscriptions et belles-lettres : en 1866, avec son Histoire poétique de Charlemagne et en 1872, avec son édition de la Vie de saint Alexis. Il a traduit, en collaboration avec d'autres philologues, la Grammaire des langues romanes de Friedrich Diez.
Il est élu en 1876 membre de l'Académie des inscriptions et belles-lettres, en remplacement de Joseph-Daniel Guigniaut ; et à l'Académie française le 28 mai 1896, sans concurrents, au siège de Louis Pasteur. Il fait partie de la Commission du dictionnaire de l'Académie. Chevalier de la Légion d'honneur le 4 août 1875, officier le 29 décembre 1886, il est promu au grade de commandeur par décret du 30 décembre 1895. Il est, de plus, officier de l'instruction publique.
En 1881, il succède à son père comme membre du Conseil de perfectionnement de l'école des Chartes, aux travaux de laquelle il prend une part très active. L'« un des principaux promoteurs des méthodes historico-comparatives qui, développées outre-Rhin dès 1830, feront des études historiques et philologiques des disciplines modernes à statut universitaire », son travail de pionnier dans le domaine de la littérature française médiévale le fait considérer comme le père de la philologie romane en France. Comme chercheur, il n'est pas seulement prêt à reconnaître les erreurs qui lui ont échappé, mais quand il s'en aperçoit, il les signale de lui-même sans ménagement au public en termes de « bévue », de « grosse faute », de « méprise inexcusable », qu'il s'agisse du détail ou de l'ensemble de ses travaux.
Malgré le mal qui le mine depuis un an et qui a diminué ses forces, Paris ne retranche rien de ses occupations. En février 1903, souffrant d'une plaie incomplètement fermée et d'un érysipèle, il tient à faire, étendu sur une chaise longue, sa leçon du dimanche aux élèves de l'École des Hautes Études. Le lendemain, il doit prendre le lit qu'il ne quitte, sous une apparence trompeuse de convalescence, que pour aller mourir à Cannes. Il est inhumé à Cerisy-la-Salle.

## Principales publications
- [1862] Étude sur le rôle de l'accent latin dans la langue française, Paris, A. Franck, 1862, 2e éd., 131 p., sur books.google.fr (lire en ligne).
- [1865] Histoire poétique de Charlemagne, Paris, A. Franck, 1865, 513 p. (lire en ligne).
- Dissertation critique sur le poème latin du Ligurinus attribué à Gunther, 1872.
- La Vie de saint Alexis, poème du XIe siècle et renouvellements des XIIe, XIIIe et XIVe siècles, publié avec préfaces, variantes, notes et glossaires par Gaston Paris et Léopold Pannier, 1872.
- Chansons du XVe siècle, publiées d'après le manuscrit de la Bibliothèque nationale de Paris par Gaston Paris et accompagnées de la musique transcrite en notation moderne par Auguste Gevaert, 1875.
- Le Petit Poucet et la Grande Ourse, 1875.
- Deux rédactions du Roman des Sept Sages de Rome, 1876.
- Miracles de Nostre-Dame, par personnages, publiés d'après le ms. de la Bibliothèque nationale, par Gaston Paris et Ulysse Robert, 9 volumes, 1876-1897.
- Le Mystère de la Passion, d'Arnoul Greban, publié d'après les manuscrits de Paris, avec une introduction et un glossaire, par Gaston Paris et Gaston Raynaud, 1878.
- La Vie de saint Gilles, poème du XIIe siècle par Guillaume de Berneville, publié d'après le manuscrit unique de Florence par Gaston Paris et Alphonse Bos, 1881.
- La Poésie du Moyen Âge, 1885-1895.
- Trois versions rimées de l'Évangile de Nicodème, par Chrétien, André de Coutances et un anonyme, publié d'après les ms. de Florence et de Londres, par Gaston Paris et Alphonse Bos, 1885.
- Les Romans en vers du cycle de la Table ronde, 1887.
- Manuel d'ancien français : la littérature française au Moyen Âge (XIe – XIVe siècle), 1888.
- Extraits de la Chanson de Roland et de la Vie de saint Louis, par Jean de Joinville publiés avec introduction, notes et glossaires complets, par Gaston Paris, 1889.
- Extraits des chroniqueurs français : Villehardouin, Joinville, Froissart, Comines, publiés avec des notices, des notes, un glossaire des termes techniques, par Gaston Paris et Alfred Jeanroy, 1892.
- Penseurs et poètes : James Darmesteter, Frédéric Mistral, Sully-Prudhomme, Alexandre Bida, Ernest Renan, Albert Sorel, 1896.
- Récits extraits des poètes et prosateurs du Moyen Âge, mis en français moderne, par Gaston Paris, 1896.
- Chrestomathie du Moyen Âge, extraits publiés avec des traductions, des notes, une introduction grammaticale et des notices littéraires, 1897.
- Jean, sire de Joinville, 1897.
- Aventures merveilleuses de Huon de Bordeaux, pair de France, et de la belle Esclarmonde, ainsi que du petit roi de féerie Auberon '1898.
- Orson de Beauvais : chanson de geste du XIIe siècle, publié d'après le manuscrit unique de Cheltenham par Gaston Paris, 1899.
- Poèmes et légendes du Moyen Âge, 1899.
- François Villon, 1901.
- Légendes du Moyen Âge : Roncevaux ; le paradis de la reine Sybille ; la légende du Tannhäuser ; le Juif errant ; le lai de l'Oiselet, 1903.
- Mélanges linguistiques : latin vulgaire et langues romanes, langue française, notes étymologiques, appendice, index, 1906-1909.
- Esquisse historique de la littérature française au Moyen Âge (depuis les origines jusqu'à la fin du XVe siècle), 1907)
- Mélanges de littérature française du Moyen Âge : la littérature française au Moyen Âge, l'épopée, le roman, l'histoire, la poésie lyrique, la littérature du quinzième siècle, 1910-1912.

### Traductions
- Frédéric Diez (trad. de l'allemand par Gaston Paris), Introduction à la grammaire des langues romanes [« Grammatik der romanischen Sprachen »], Paris, A.-L. Hérold, 1863, xxiv-163, 1 vol. in-8° (BNF 30342572, lire en ligne).